# Cahuzac-sur-Vère
Pour les articles homonymes, voir Cahuzac et Vère.
Cahuzac-sur-Vère est une commune française située dans le département du Tarn, en région Occitanie. Sur le plan historique et culturel, la commune est dans le Gaillacois, un pays qui doit sa notoriété à la qualité de ses vins. C’est d’ailleurs sur la commune qu’a été inventé, en 1984, le premier sécateur électrique au monde par Daniel Delmas.
Exposée à un climat océanique altéré, elle est drainée par la Vère, le ruisseau de la Saudronne, le ruisseau de Saint-Hussou et par divers autres petits cours d'eau.
Cahuzac-sur-Vère est une commune rurale qui compte 1 214 habitants en 2022.  Elle fait partie de l'aire d'attraction de Gaillac. Ses habitants sont appelés les Cahuzacois et ses habitantes les Cahuzacoises.

## Géographie
La commune de Cahuzac-sur-Vère est située sur la Vère à quelques kilomètres d'Albi, précisément entre Gaillac et Cordes-sur-Ciel, la « perle des bastides albigeoises ».

### Communes limitrophes
Cahuzac-sur-Vère est limitrophe de quatorze autres communes.
Les communes limitrophes sont  Alos, Andillac, Broze, Castelnau-de-Montmiral, Cestayrols, Donnazac, Fayssac, Frausseilles, Gaillac, Le Verdier, Loubers, Montels, Senouillac et Vieux.
| Alos, Andillac, Vieux              | Loubers, Frausseilles | Donnazac            |
| Le Verdier, Castelnau-de-Montmiral | Cahuzac-sur-Vère      | Cestayrols ,Fayssac |
| Broze, Montels                     | Broze, Gaillac        | Senouillac          |

### Géologie et relief
La superficie de la commune est de 3 058 hectares ; son altitude varie de 173  à   288 mètres.

### Voies de communication et transports
Accès avec la route nationale 122.

### Hydrographie
La commune est dans le bassin de la Garonne, au sein du bassin hydrographique Adour-Garonne. Elle est drainée par la Vère (affluent de l'Aveyron)|Vère, le ruisseau de la Saudronne, le ruisseau de Saint-Hussou, le ruisseau de Massalens et par deux petits cours d'eau, qui constituent un réseau hydrographique de 18 km de longueur totale,.
La Vère, d'une longueur totale de 53,2 km, prend sa source dans la commune du Le Garric et s'écoule d'est en ouest. Elle traverse la commune et se jette dans l'Aveyron à Bruniquel, après avoir traversé 15 communes.

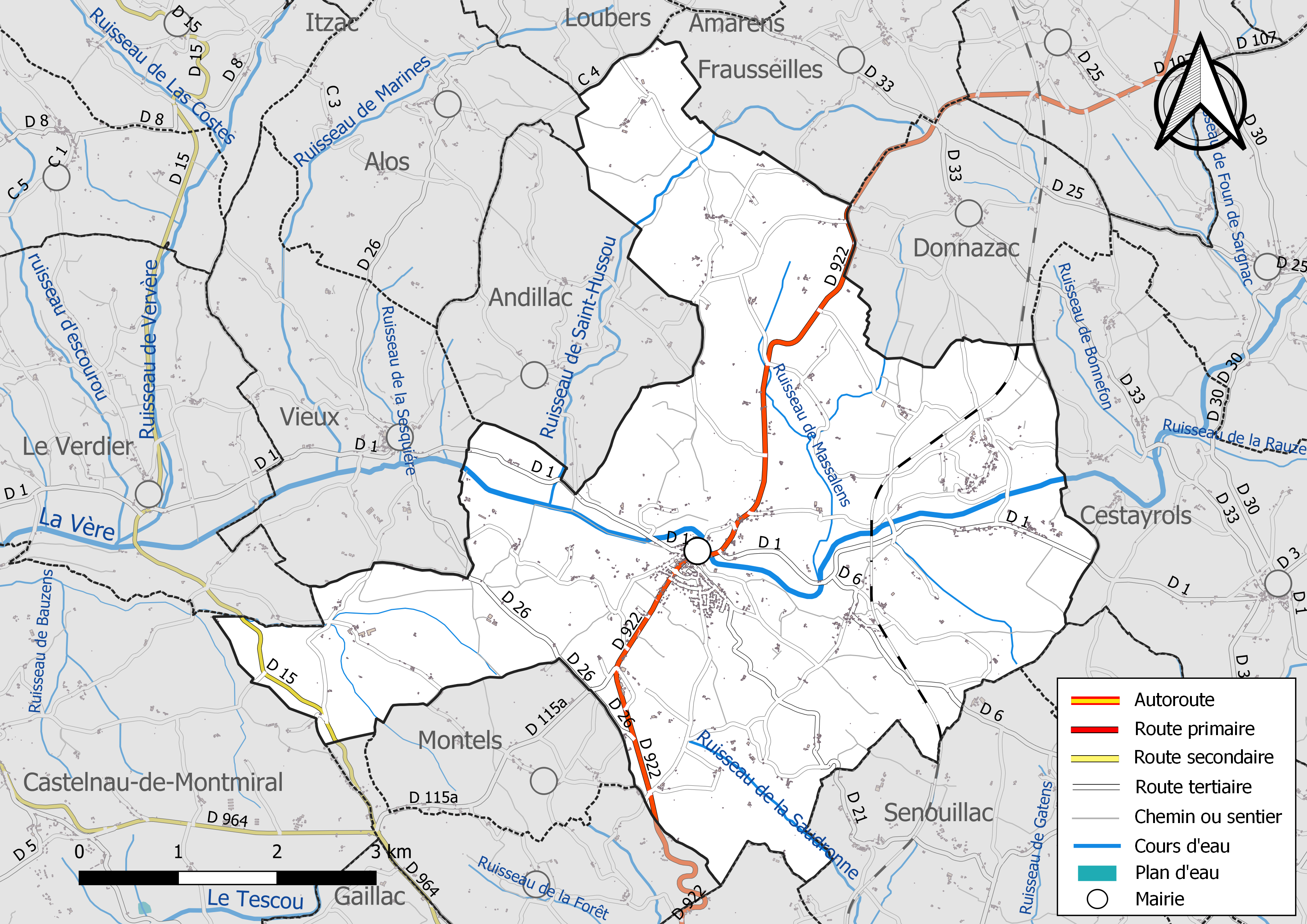
Réseaux hydrographique et routier de Cahuzac-sur-Vère.

### Climat
Pour des articles plus généraux, voir Climat de l'Occitanie et Climat du Tarn.
En 2010, le climat de la commune est de type climat du Bassin du Sud-Ouest, selon une étude du Centre national de la recherche scientifique s'appuyant sur une série de données couvrant la période 1971-2000. En 2020, Météo-France publie une typologie des climats de la France métropolitaine dans laquelle la commune est exposée à un climat océanique altéré et est dans la région climatique Aquitaine, Gascogne, caractérisée par une pluviométrie abondante au printemps, modérée en automne, un faible ensoleillement au printemps, un été chaud (19,5 °C), des vents faibles, des brouillards fréquents en automne et en hiver et des orages fréquents en été (15 à 20 jours).
Pour la période 1971-2000, la température annuelle moyenne est de 12,8 °C, avec une amplitude thermique annuelle de 15,9 °C. Le cumul annuel moyen de précipitations est de 772 mm, avec 10,3 jours de précipitations en janvier et 5,5 jours en juillet. Pour la période 1991-2020, la température moyenne annuelle observée sur la station météorologique de Météo-France la plus proche, « Puycelsi », sur la commune de Puycelsi à 16 km à vol d'oiseau, est de 13,2 °C et le cumul annuel moyen de précipitations est de 740,4 mm. 
La température maximale relevée sur cette station est de 41,9 °C, atteinte le 24 août 2023 ; la température minimale est de −11,7 °C, atteinte le 8 février 2012,,.
Les paramètres climatiques de la commune ont été estimés pour le milieu du siècle (2041-2070) selon différents scénarios d'émission de gaz à effet de serre à partir des nouvelles projections climatiques de référence DRIAS-2020. Ils sont consultables sur un site dédié publié par Météo-France en novembre 2022.

### Milieux naturels et biodiversité
Aucun espace naturel présentant un intérêt patrimonial n'est recensé sur la commune dans l'inventaire national du patrimoine naturel,,.

## Urbanisme

### Typologie
Au 1er janvier 2024, Cahuzac-sur-Vère est catégorisée commune rurale à habitat dispersé, selon la nouvelle grille communale de densité à sept niveaux définie par l'Insee en 2022.
Elle est située hors unité urbaine. Par ailleurs la commune fait partie de l'aire d'attraction de Gaillac, dont elle est une commune de la couronne,. Cette aire, qui regroupe 14 communes, est catégorisée dans les aires de moins de 50 000 habitants,.

### Occupation des sols
L'occupation des sols de la commune, telle qu'elle ressort de la base de données européenne d’occupation biophysique des sols Corine Land Cover (CLC), est marquée par l'importance des territoires agricoles (89,9 % en 2018), une proportion sensiblement équivalente à celle de 1990 (90 %). La répartition détaillée en 2018 est la suivante : 
zones agricoles hétérogènes (30,9 %), cultures permanentes (28,9 %), terres arables (27,5 %), forêts (8,8 %), prairies (2,6 %), zones urbanisées (1,3 %). L'évolution de l’occupation des sols de la commune et de ses infrastructures peut être observée sur les différentes représentations cartographiques du territoire : la carte de Cassini (XVIIIe siècle), la carte d'état-major (1820-1866) et les cartes ou photos aériennes de l'IGN pour la période actuelle (1950 à aujourd'hui).

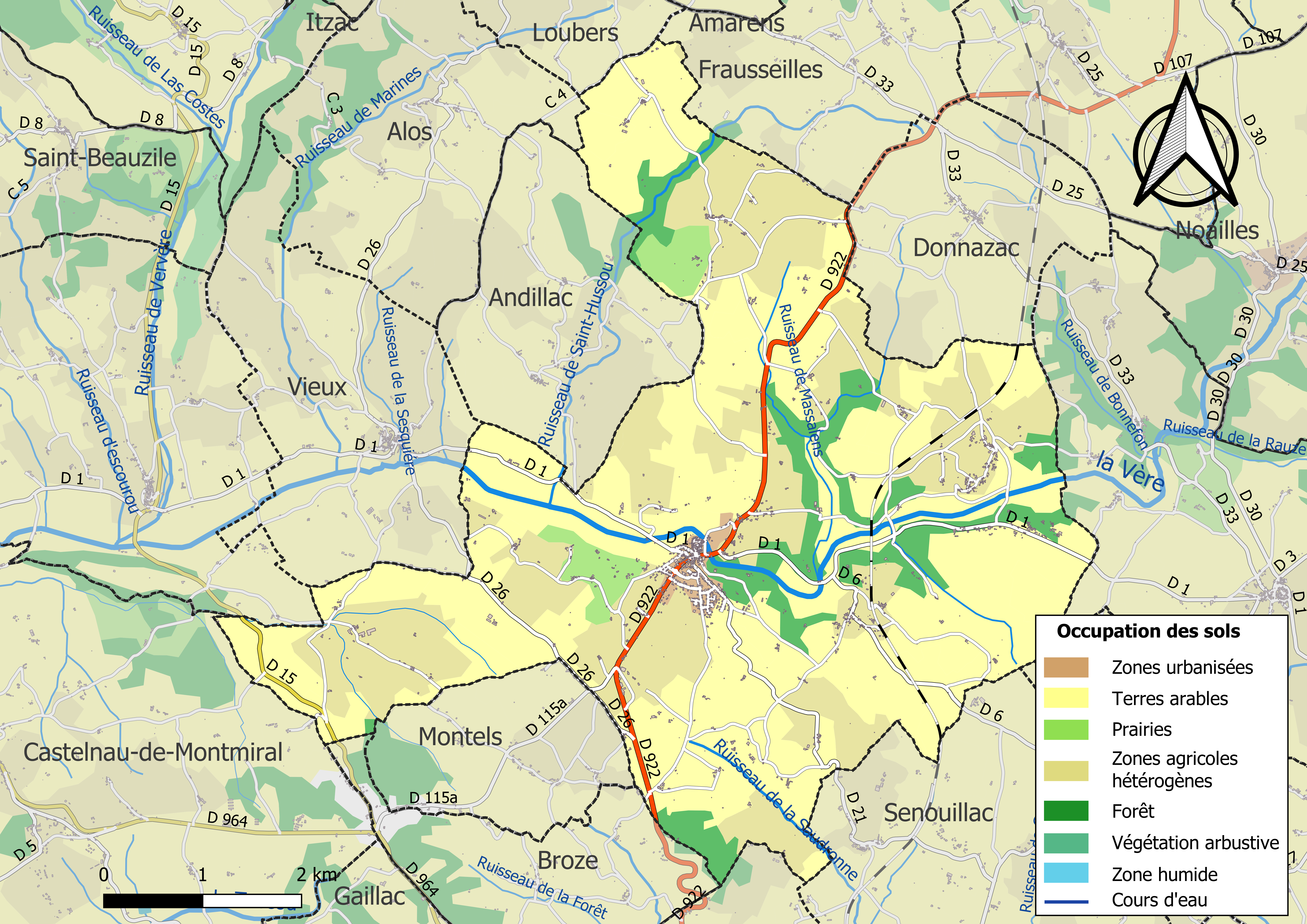
Carte des infrastructures et de l'occupation des sols de la commune en 2018 (CLC).

### Risques majeurs
Le territoire de la commune de Cahuzac-sur-Vère est vulnérable à différents aléas naturels : météorologiques (tempête, orage, neige, grand froid, canicule ou sécheresse), inondations, mouvements de terrains et séisme (sismicité très faible). Il est également exposé à un risque technologique,  le transport de matières dangereuses. Un site publié par le BRGM permet d'évaluer simplement et rapidement les risques d'un bien localisé soit par son adresse soit par le numéro de sa parcelle.

#### Risques naturels
Certaines parties du territoire communal sont susceptibles d’être affectées par le risque d’inondation par débordement de cours d'eau, notamment la Vère. La cartographie des zones inondables en ex-Midi-Pyrénées réalisée dans le cadre du XIe Contrat de plan État-région, visant à informer les citoyens et les décideurs sur le risque d’inondation, est accessible sur le site de la DREAL Occitanie. La commune a été reconnue en état de catastrophe naturelle au titre des dommages causés par les inondations et coulées de boue survenues en 1982, 1988 et 1994,.
Cahuzac-sur-Vère est exposée au risque de feu de forêt. En 2022, il n'existe pas de Plan de Prévention des Risques incendie de forêt (PPRif). Le débroussaillement aux abords des maisons constitue l’une des meilleures protections pour les particuliers contre le feu,.

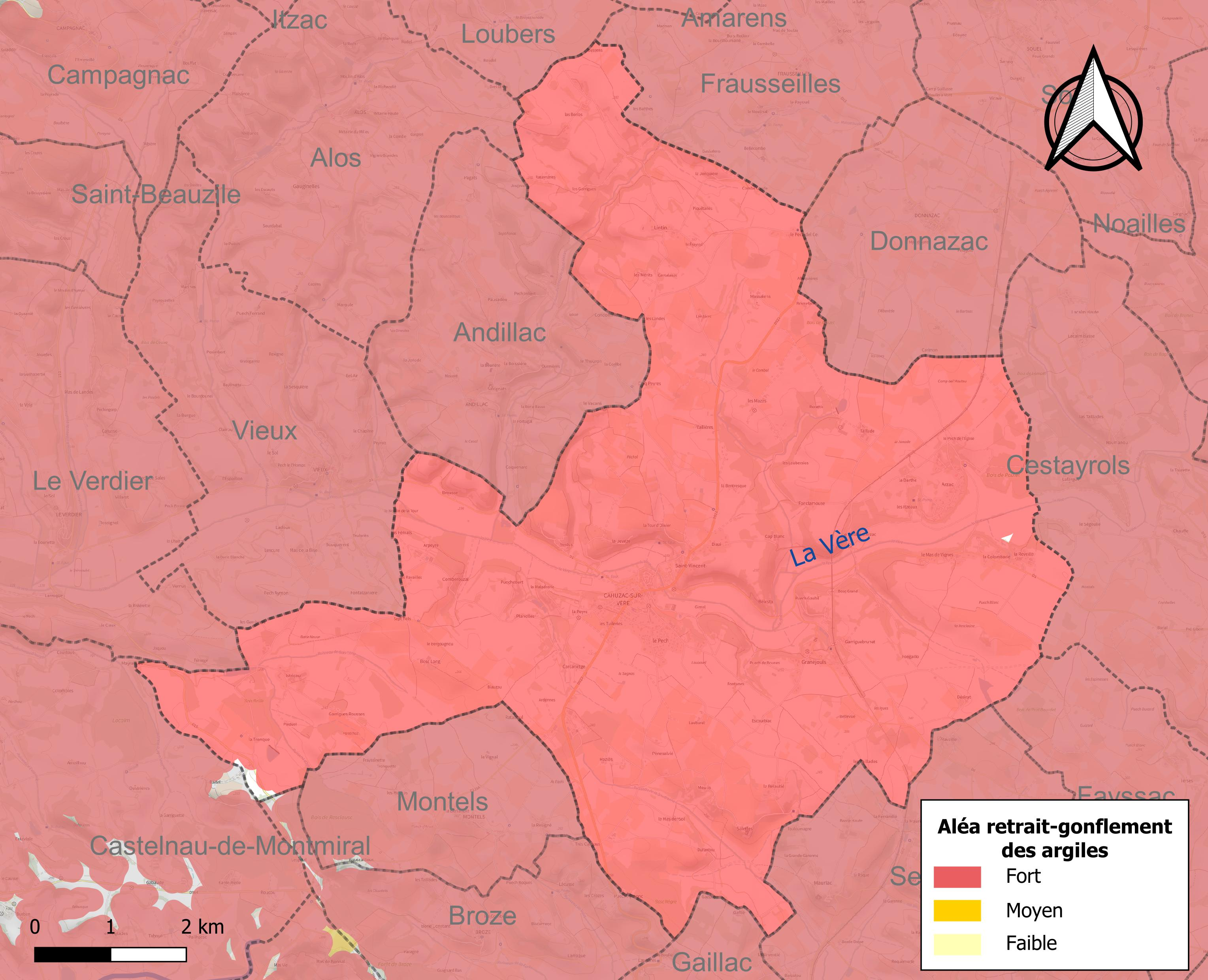
Carte des zones d'aléa retrait-gonflement des sols argileux de Cahuzac-sur-Vère.

La commune est vulnérable au risque de mouvements de terrains constitué principalement du retrait-gonflement des sols argileux. Cet aléa est susceptible d'engendrer des dommages importants aux bâtiments en cas d’alternance de périodes de sécheresse et de pluie. 99,8 % de la superficie communale est en aléa moyen ou fort (76,3 % au niveau départemental et 48,5 % au niveau national). Sur les 641 bâtiments dénombrés sur la commune en 2019, 641 sont en aléa moyen ou fort, soit 100 %, à comparer aux 90 % au niveau départemental et 54 % au niveau national. Une cartographie de l'exposition du territoire national au retrait gonflement des sols argileux est disponible sur le site du BRGM,.
Par ailleurs, afin de mieux appréhender le risque d’affaissement de terrain, l'inventaire national des cavités souterraines permet de localiser celles situées sur la commune.

#### Risques technologiques
Le risque de transport de matières dangereuses sur la commune est lié à sa traversée par des infrastructures routières ou ferroviaires importantes ou la présence d'une canalisation de transport d'hydrocarbures. Un accident se produisant sur de telles infrastructures est susceptible d’avoir des effets graves sur les biens, les personnes ou l'environnement, selon la nature du matériau transporté. Des dispositions d’urbanisme peuvent être préconisées en conséquence.

## Toponymie
Attestée sous la forme Vera en 1179.
Selon Yves Deleu, le nom de Cahuzac proviendrait du latin. Le suffixe ac indique le nom d'une propriété, le début nous cite le nom du possesseur, un certain Caïus. Les traces écrites indiquent l'évolution vers Caïsac, Caïeusac, Causac, Cahusac et Cahuzac. Toujours selon Yves Deleu, l'hypothèse de l'occitan Cahus, chat-huant est à proscrire, les mentions écrites les plus anciennes citent la localité avant l'usage de l'occitan.
L'adjonction du nom de la Vère permet de la distinguer entre autres, de Cahuzac au sud du même département.

Vère : Vera en 1179, de l'hydronyme celtique vera (« eau »), lui-même issu de la racine indo-européenne uer- (« couler, rivière »).

## Histoire
C'est en 1856 que Cahuzac devient officiellement Cahuzac-sur-Vère.

### Héraldique
| Cahuzac-sur-Vère | Son blasonnement est : De gueules à la croix cléchée, vidée, pommetée de douze pièces d'or, soutenue d'un cahus (hibou) de sable, au chef cousu d'azur chargé de trois fleurs de lys d'or. |

## Politique et administration

### Rattachements administratifs et électoraux
Commune faisant partie de la Gaillac Graulhet Agglomération et du canton des Deux Rives (avant le redécoupage départemental de 2014, Cahuzac-sur-Vère faisait partie de l'ex-canton de Gaillac) et avant le 1er janvier 2017 elle faisait partie de la communauté de communes Tarn et Dadou.

### Liste des maires
| Période                                  | Période  | Identité      | Étiquette | Qualité |
| ---------------------------------------- | -------- | ------------- | --------- | ------- |
| avant 1981                               | ?        | René Raynal   | PS        |         |
| mars 2008                                | En cours | Michel Bonnet |           |         |
| Les données manquantes sont à compléter. |          |               |           |         |

### Jumelages
- Maar près de Lauterbach (Allemagne), voir Lauterbach (de) dans le Land de Hesse, près de Fulda
- Tormac (Roumanie)

## Population et société

### Démographie
L'évolution du nombre d'habitants est connue à travers les recensements de la population effectués dans la commune depuis 1793. Pour les communes de moins de 10 000 habitants, une enquête de recensement portant sur toute la population est réalisée tous les cinq ans, les populations de référence des années intermédiaires étant quant à elles estimées par interpolation ou extrapolation. Pour la commune, le premier recensement exhaustif entrant dans le cadre du nouveau dispositif a été réalisé en 2007.

En 2022, la commune comptait 1 214 habitants, en évolution de +6,12 % par rapport à 2016 (Tarn : +2,52 %, France hors Mayotte : +2,11 %).
| 1793  | 1800  | 1806  | 1821  | 1831  | 1836  | 1841  | 1846  | 1851  |
| ----- | ----- | ----- | ----- | ----- | ----- | ----- | ----- | ----- |
| 1 424 | 1 535 | 1 700 | 1 663 | 1 773 | 1 786 | 1 764 | 1 823 | 1 734 |

| 1856  | 1861  | 1866  | 1872  | 1876  | 1881  | 1886  | 1891  | 1896  |
| ----- | ----- | ----- | ----- | ----- | ----- | ----- | ----- | ----- |
| 1 735 | 1 691 | 1 653 | 1 569 | 1 525 | 1 547 | 1 506 | 1 405 | 1 328 |

| 1901  | 1906  | 1911  | 1921  | 1926  | 1931  | 1936  | 1946  | 1954  |
| ----- | ----- | ----- | ----- | ----- | ----- | ----- | ----- | ----- |
| 1 277 | 1 336 | 1 374 | 1 245 | 1 268 | 1 260 | 1 208 | 1 169 | 1 180 |

| 1962  | 1968  | 1975  | 1982  | 1990  | 1999  | 2006  | 2007  | 2012  |
| ----- | ----- | ----- | ----- | ----- | ----- | ----- | ----- | ----- |
| 1 106 | 1 130 | 1 166 | 1 053 | 1 074 | 1 027 | 1 023 | 1 022 | 1 072 |

| 2017  | 2022  | - | - | - | - | - | - | - |
| ----- | ----- | - | - | - | - | - | - | - |
| 1 157 | 1 214 | - | - | - | - | - | - | - |

| selon la population municipale des années : | 1968 | 1975 | 1982 | 1990 | 1999 | 2006 | 2009 | 2013 |
| Rang de la commune dans le département      | 50   | 42   | 49   | 52   | 59   | 62   | 64   | 65   |
| Nombre de communes du département           | 326  | 324  | 324  | 324  | 324  | 323  | 323  | 323  |

### Enseignement
Cahuzac-sur-Vère fait partie de l'académie de Toulouse.

### Culture
Salle des fêtes,

### Activités sportives
Randonnée pédestre, chasse, pétanque,

### Écologie et recyclage
La collecte et le traitement des déchets des ménages et des déchets assimilés ainsi que la protection et la mise en valeur de l'environnement se font dans le cadre de Gaillac Graulhet Agglomération,.

## Économie

### Revenus
En 2018, la commune compte 541 ménages fiscaux, regroupant 1 186 personnes. La médiane du revenu disponible par unité de consommation est de 19 830 € (20 400 € dans le département).

### Emploi
|                | 2008  | 2013  | 2018  |
| -------------- | ----- | ----- | ----- |
| Commune        | 5,1 % | 6,2 % | 8,6 % |
| Département    | 8,2 % | 9,9 % | 10 %  |
| France entière | 8,3 % | 10 %  | 10 %  |

En 2018, la population âgée de 15 à 64 ans s'élève à 648 personnes, parmi lesquelles on compte 76,2 % d'actifs (67,6 % ayant un emploi et 8,6 % de chômeurs) et 23,8 % d'inactifs,. Depuis 2008, le taux de chômage communal (au sens du recensement) des 15-64 ans est inférieur à celui de la France et du département.
La commune fait partie de la couronne de l'aire d'attraction de Gaillac, du fait qu'au moins 15 % des actifs travaillent dans le pôle,. Elle compte 404 emplois en 2018, contre 350 en 2013 et 312 en 2008. Le nombre d'actifs ayant un emploi résidant dans la commune est de 445, soit un indicateur de concentration d'emploi de 91 % et un taux d'activité parmi les 15 ans ou plus de 51,3 %.
Sur ces 445 actifs de 15 ans ou plus ayant un emploi, 179 travaillent dans la commune, soit 40 % des habitants. Pour se rendre au travail, 82,5 % des habitants utilisent un véhicule personnel ou de fonction à quatre roues, 2,7 % les transports en commun, 4,7 % s'y rendent en deux-roues, à vélo ou à pied et 10,1 % n'ont pas besoin de transport (travail au domicile).

### Activités hors agriculture

#### Secteurs d'activités
101 établissements sont implantés  à Cahuzac-sur-Vère au 31 décembre 2019. Le tableau ci-dessous en détaille le nombre par secteur d'activité et compare les ratios avec ceux du département,.
| Secteur d'activité                                                                                        | Commune | Commune | Département |
| Secteur d'activité                                                                                        | Nombre  | %       | %           |
| --- | ------- | ------- | ----------- |
| Ensemble                                                                                                  | 101     | 100 %   | (100 %)     |
| Industrie manufacturière, industries extractives et autres                                                | 7       | 6,9 %   | (13 %)      |
| Construction                                                                                              | 13      | 12,9 %  | (12,5 %)    |
| Commerce de gros et de détail, transports, hébergement et restauration                                    | 30      | 29,7 %  | (26,7 %)    |
| Information et communication                                                                              | 1       | 1 %     | (2,1 %)     |
| Activités financières et d'assurance                                                                      | 2       | 2 %     | (3,3 %)     |
| Activités immobilières                                                                                    | 12      | 11,9 %  | (4,2 %)     |
| Activités spécialisées, scientifiques et techniques et activités de services administratifs et de soutien | 10      | 9,9 %   | (13,8 %)    |
| Administration publique, enseignement, santé humaine et action sociale                                    | 19      | 18,8 %  | (15,5 %)    |
| Autres activités de services                                                                              | 7       | 6,9 %   | (9 %)       |

Le secteur du commerce de gros et de détail, des transports, de l'hébergement et de la restauration est prépondérant sur la commune puisqu'il représente 29,7 % du nombre total d'établissements de la commune (30 sur les 101 entreprises implantées  à Cahuzac-sur-Vère), contre 26,7 % au niveau départemental.

#### Entreprises et commerces
Les cinq entreprises ayant leur siège social sur le territoire communal qui génèrent le plus de chiffre d'affaires en 2020 sont : 
- INFACO, fabrication d'outillage portatif à moteur incorporé et inventeur du sécateur électrique (41 031 k€)
- SARL Hotel Du Chateau De Salettes, hôtels et hébergement similaire (670 k€)
- Vigroux.tp, travaux de terrassement courants et travaux préparatoires (264 k€)
- Domaine Bosc Long, culture de la vigne (210 k€)
- SARL Chateau De Salettes, commerce de détail de boissons en magasin spécialisé (22 k€)

Viticulture : gaillac (AOC), gaillac-premières-côtes, côtes-du-tarn.

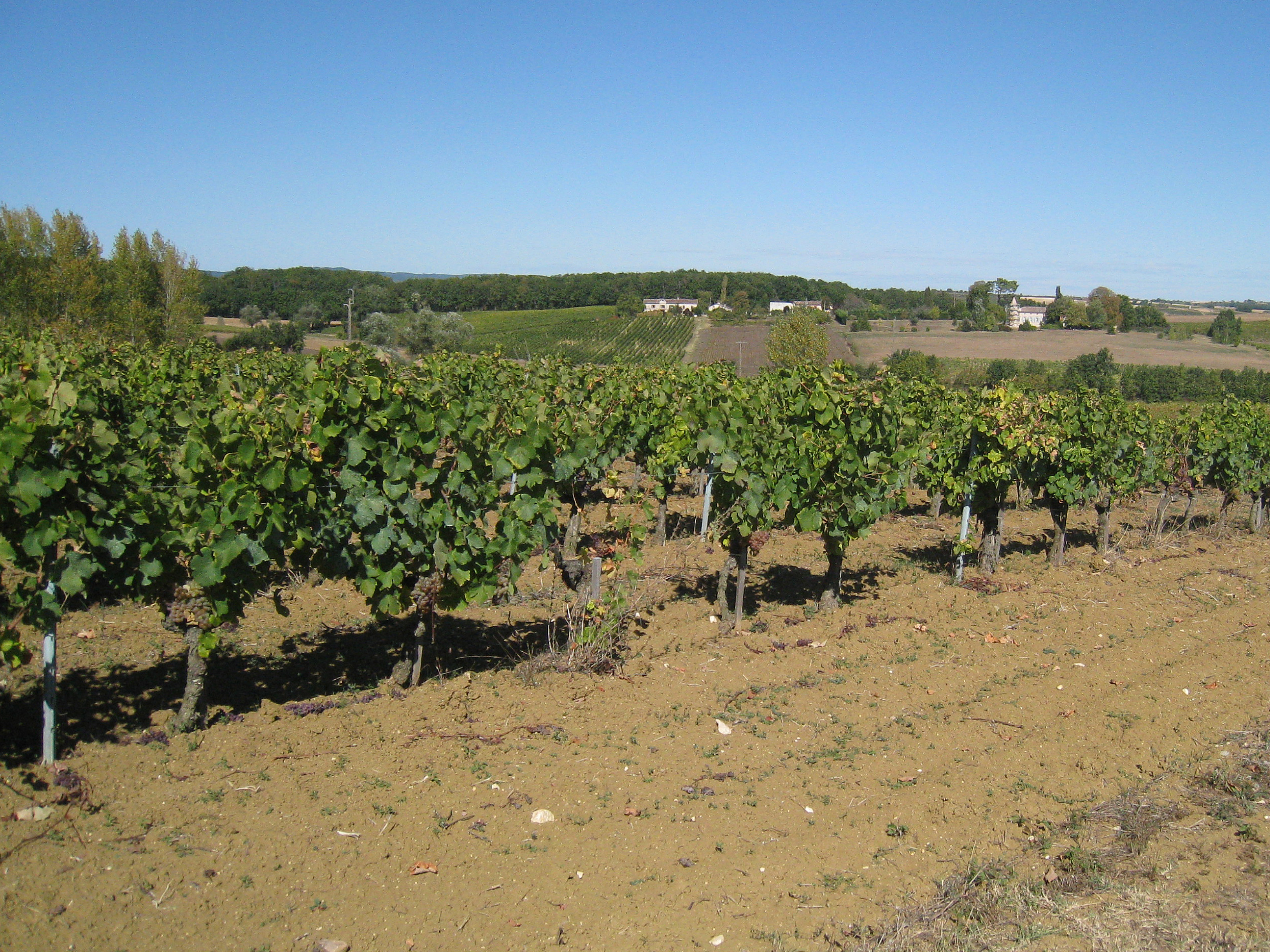
Vignoble du domaine Plageoles à Cahuzac-sur-Vère.

Cahuzac-sur-Vère est une composante importante du vignoble de Gaillac, située au cœur de l'appellation AOC, sur la rive droite du Tarn.

### Agriculture
La commune est dans le Gaillacois, une petite région agricole au sous-sol argilo-graveleux et/ou calcaire dédiée à la viticulture depuis plus de 2000 ans, située dans le centre-ouest du département du Tarn. En 2020, l'orientation technico-économique de l'agriculture  sur la commune est la culture de fruits ou d'autres cultures permanentes. 
|               | 1988  | 2000  | 2010  | 2020  |
| ------------- | ----- | ----- | ----- | ----- |
| Exploitations | 92    | 54    | 48    | 39    |
| SAU (ha)      | 2 320 | 2 282 | 2 330 | 2 489 |

Le nombre d'exploitations agricoles en activité et ayant leur siège dans la commune est passé de 92 lors du recensement agricole de 1988  à 54 en 2000 puis à 48 en 2010 et enfin à 39 en 2020, soit une baisse de 58 % en 32 ans. Le même mouvement est observé à l'échelle du département qui a perdu pendant cette période 58 % de ses exploitations,. La surface agricole utilisée sur la commune a quant à elle augmenté, passant de 2320 ha en 1988 à 2489 ha en 2020. Parallèlement la surface agricole utilisée moyenne par exploitation a augmenté, passant de 25 à 64 ha.

## Culture locale et patrimoine

### Lieux et monuments
- Le Château de Salettes
- Église Notre-Dame de Lintin.
- Église Saint-Jean-Baptiste de Granéjouls.
- Chapelle Saint-Sernin de Salettes.
- Église Saint-Pierre d'Arzac.
- Église Saint-Thomas-de-Cantorbery de Cahuzac-sur-Vère.

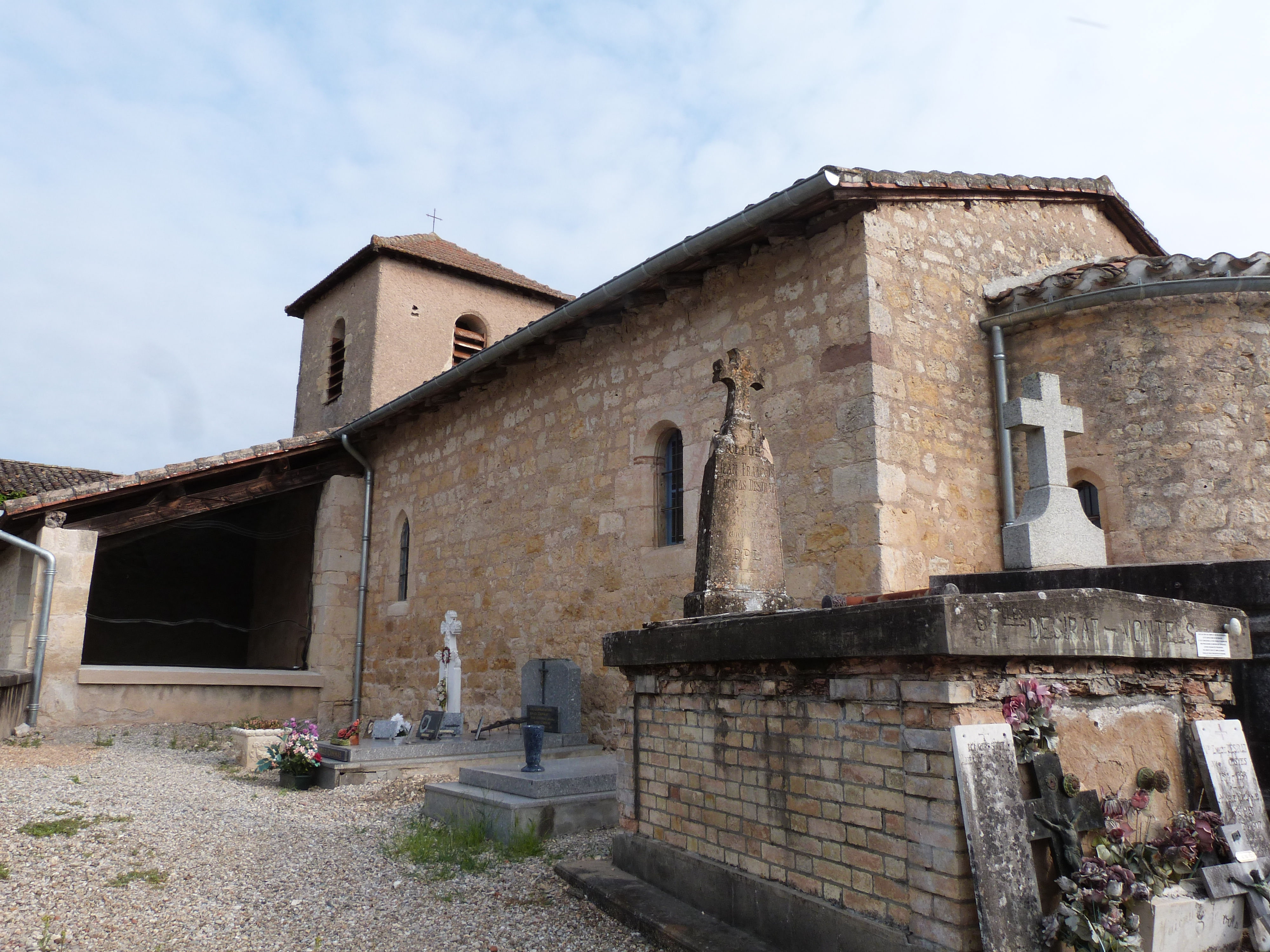
Église Saint-Jean-Baptiste de Granéjouls
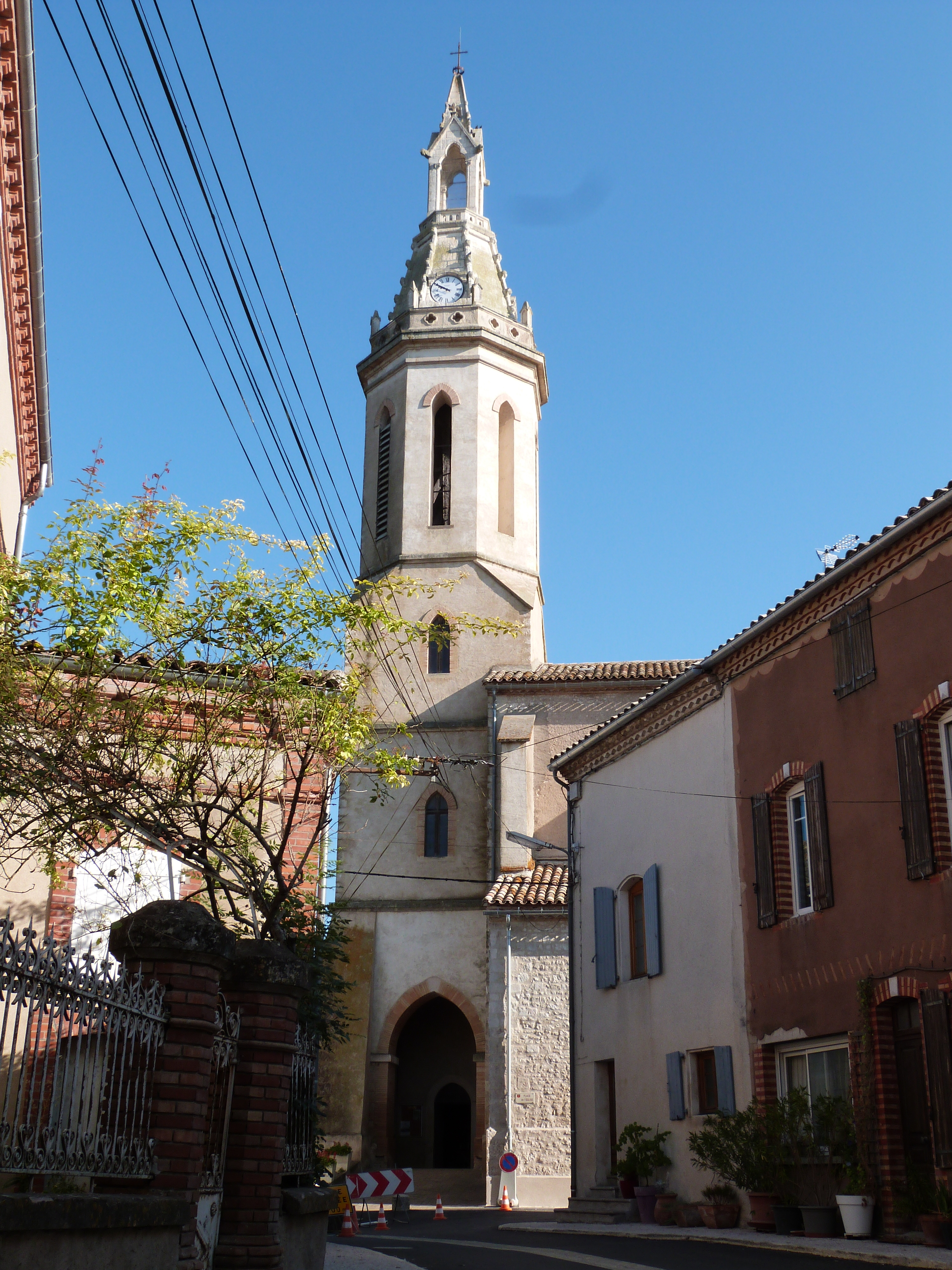
Église Saint-Thomas-de-Cantorbery de Cahuzac-sur-Vère
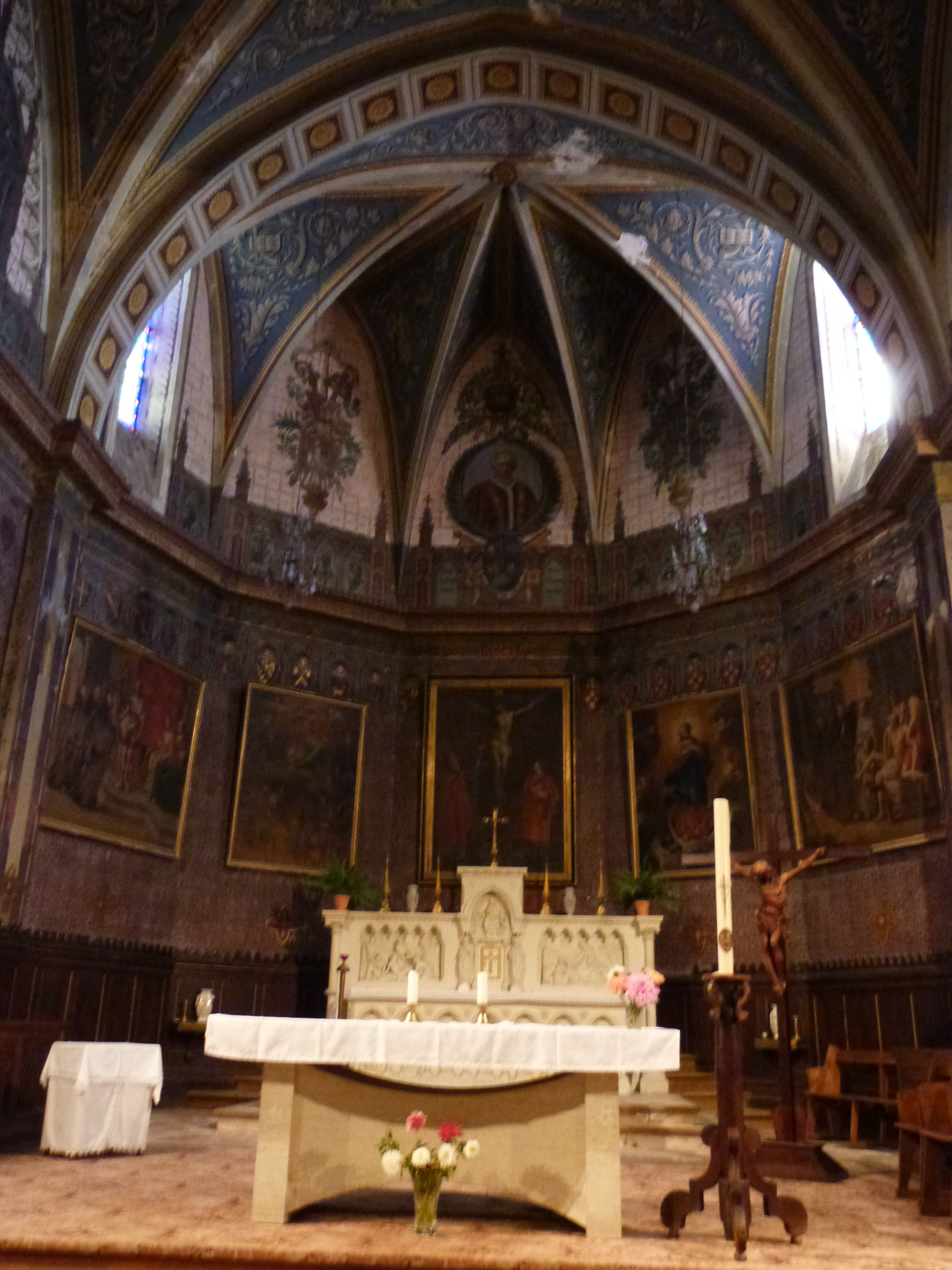
Le chœur de l'église Saint-Thomas-de-Cantorbery

### Personnalités liées à la commune
- Camille de Roquefeuil (1781-1831), navigateur et explorateur français.
- Doat Alaman, gestionnaire de bien médiéval ayant vécu aux XIIe et XIIIe siècle.
- Jean Joseph Ange d'Hautpoul (1754-1807), général de la Révolution et du Premier Empire, victorieux aux batailles d'Austerlitz et à Iéna. Blessé mortellement à la bataille d'Eylau, il fut inhumé au Panthéon et son nom a été gravé sur l'Arc de Triomphe. Il était né au château de Salettes, sur la commune cahuzacoise.
- Eugénie et Maurice de Guérin, couple frère/sœur, poètes romantiques de la 1re moitié du XIXe siècle, nés au château du Cayla.